# Seldschuki Chatun
Seldschuki Chatun, DMG Salǧuqī Ḥātūn (gest. am 31. Mai 1188), war eine Tochter des Rum-Seldschuken-Sultans Kılıç Arslan II. (reg. 1156–1192) und Ehefrau des Abbasiden-Kalifen al-Nāsir li-Dīn Allāh (1180–1225).

## Leben
Seldschuki Chatun war eine Tochter des Rum-Seldschuken-Sultans Kılıç Arslan II. (reg. 1156–1192). 1183/1184 unternahm sie über Bagdad, die Hauptstadt des Abbasiden-Kalifats, eine Pilgerfahrt nach Mekka. 18 Monate später bot ihr der Kalif al-Nāsir li-Dīn Allāh die Ehe an, die in Bagdad geschlossen wurde.

## Tod
Seldschuki Chatun verstarb nur zwei Jahre nach der Hochzeit eines frühen Todes am 31. Mai 1188. Bereits zu Lebzeiten hatte sie den Bau eines Mausoleums in Auftrag gegeben, das zu ihrem plötzlichen Tod jedoch nicht vollendet war. Ihr trauernder Gatte al-Nāsir li-Dīn Allāh bemühte sich, das Andenken an sie zu bewahren, indem er in ihrem Mausoleum eine kleine Bibliothek einrichtete, neben dem Gebäude einen Hof für Aktivitäten der Sufis einrichtete und eine Stiftung gründete, in deren Namen Menschen die Pilgerreise nach Mekka unternahmen.

## Rezeption
Der Bagdader Geschichtsschreiber Ibn al-Sa'i (1197–1276) erwähnt Seldschuki Chatun in seinem Personenlexikon Die Frauen der Kalifen.